# Okip, Krasnopillea
Okip (în ucraineană Окіп) este un sat în așezarea urbană Uhroiidî din raionul Krasnopillea, regiunea Sumî, Ucraina.

## Demografie
Componența lingvistică a localității Okip
     Ucraineană (97,22%)
     Rusă (2,78%)
Conform recensământului din 2001, majoritatea populației localității Okip era vorbitoare de ucraineană (97,22%), existând în minoritate și vorbitori de rusă (2,78%).